# Edmundo
Edmundo (født 2. april 1971) er en tidligere brasiliansk fodboldspiller.

## Brasiliens fodboldlandshold
| Brasiliens landshold | Brasiliens landshold | Brasiliens landshold |
| År                   | Kmp                  | Mål                  |
| -------------------- | -------------------- | -------------------- |
| 1992                 | 4                    | 1                    |
| 1993                 | 5                    | 1                    |
| 1994                 | 0                    | 0                    |
| 1995                 | 12                   | 5                    |
| 1996                 | 1                    | 0                    |
| 1997                 | 5                    | 2                    |
| 1998                 | 8                    | 1                    |
| 1999                 | 0                    | 0                    |
| 2000                 | 2                    | 0                    |
| Total                | 37                   | 10                   |